# HSV-Museum
Das HSV-Museum  ist ein Museum im Volksparkstadion in Hamburg, das im April 2004 eröffnete und den Hamburger SV (kurz HSV) zum Thema hat. Mit über 700 m² ist es eines der größten Fußballmuseen Deutschlands und zieht jährlich über 60.000 Besucher an.

## Inhaltliche Schwerpunkte
Im HSV-Museum wird nicht nur der Fußball beleuchtet, sondern auch der HSV als Universalsportverein. So haben viele der Abteilungen des HSV ihre eigene Vitrine in der Schatzkammer bekommen. Das Museum lädt durch Blätterbücher, Gucklöcher, Schubladen, Audio- und Videostationen zu Entdeckungstouren ein.
In dem Kino wird ein ca. zwölf Minuten langer Film gezeigt, der den Besuchern die HSV-Geschichte in Bild und Ton erleben lässt.

## Bereiche des Museums

### Rothenbaum
In diesem Bereich wird über die erste Heimstätte des HSV informiert. Hierzu gehören historische Bilder, original Sitzbänke und ein nachgebautes Kassenhaus, Videos und Wissenswertes in Textform wie die original Bauakte des Stadions am Rothenbaum zu sehen.

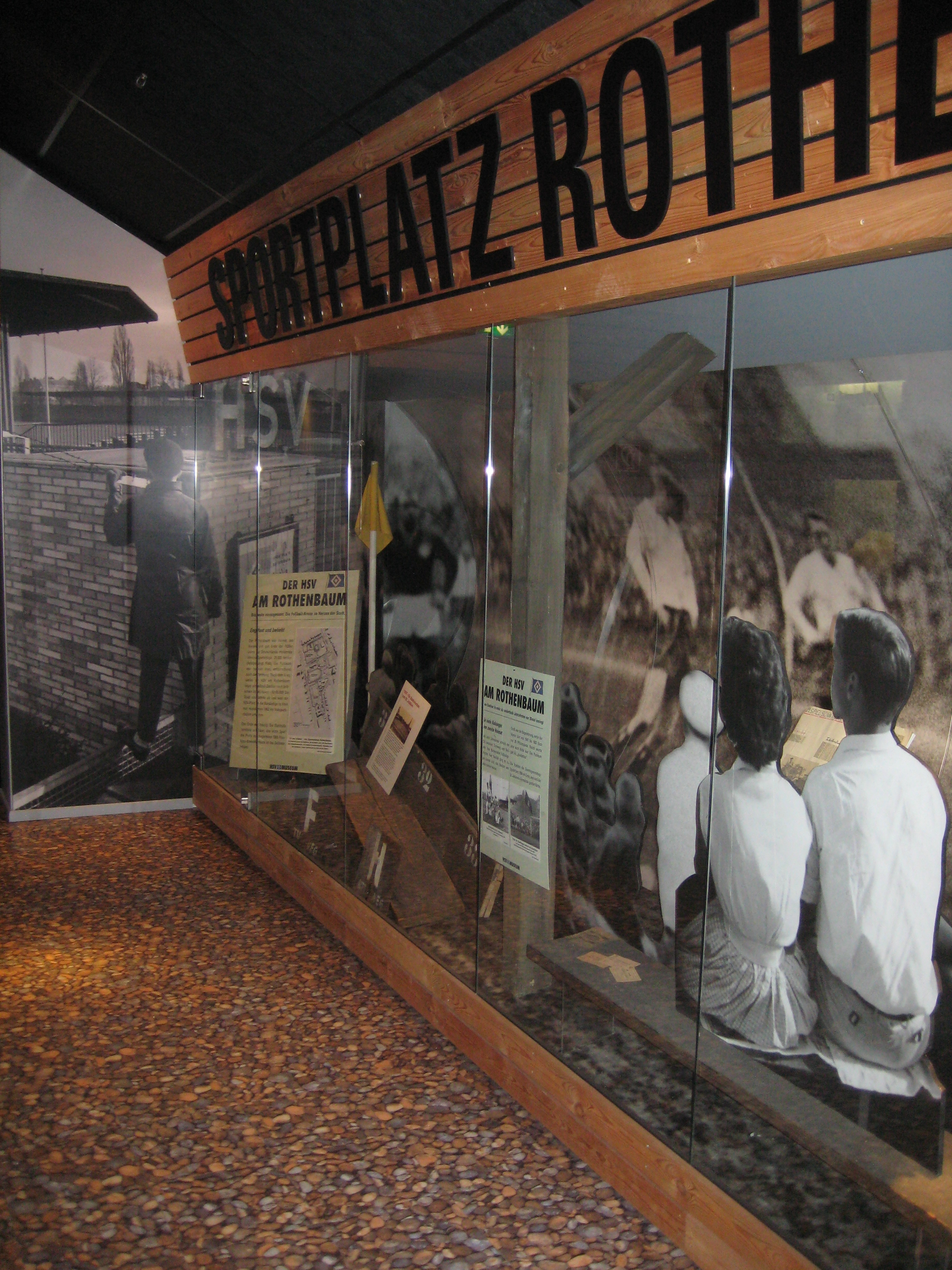
Vitrine im Bereich Rothenbaum

### Volksparkstadion
Hauptaugenmerk ist ein großes Panoramabild des alten Volksparkstadions. Daneben bietet dieser Bereich eine den Fans gewidmete Vitrine, viele Informationen zur Weltmeisterschaft 54 und auch Material über die schwärzeste Stunde des HSV – die Tragödie von 1979.

### HSV-Legenden
Dieser Bereich widmet sich diesen Fußballspielern des Vereins. Dazu gehören unter anderem Uli Stein, Ditmar Jakobs, Ihno Wilhelm, Thomas von Heesen oder auch Horst Hrubesch. Ein Highlight ist der original von Kevin Keegan bemalte Spind. Auch Uwe Seeler darf bei den HSV-Legenden nicht fehlen.

### Gründungszeit
Der neuste Bereich des HSV-Museums widmet sich mit Informationen der Zeit um 1887 und den Jahren zuvor. Neben einem Gründungszimmer mit den drei original Vereinen, einem HSV-Stammbaum und einem Stadtplan mit den wichtigsten historischen Orten in Hamburg, an denen der HSV seine Wurzel hat, findet man hier alte Berichte und Informationen sowie eine Videostation mit historischem Material.

### Schatzkammer

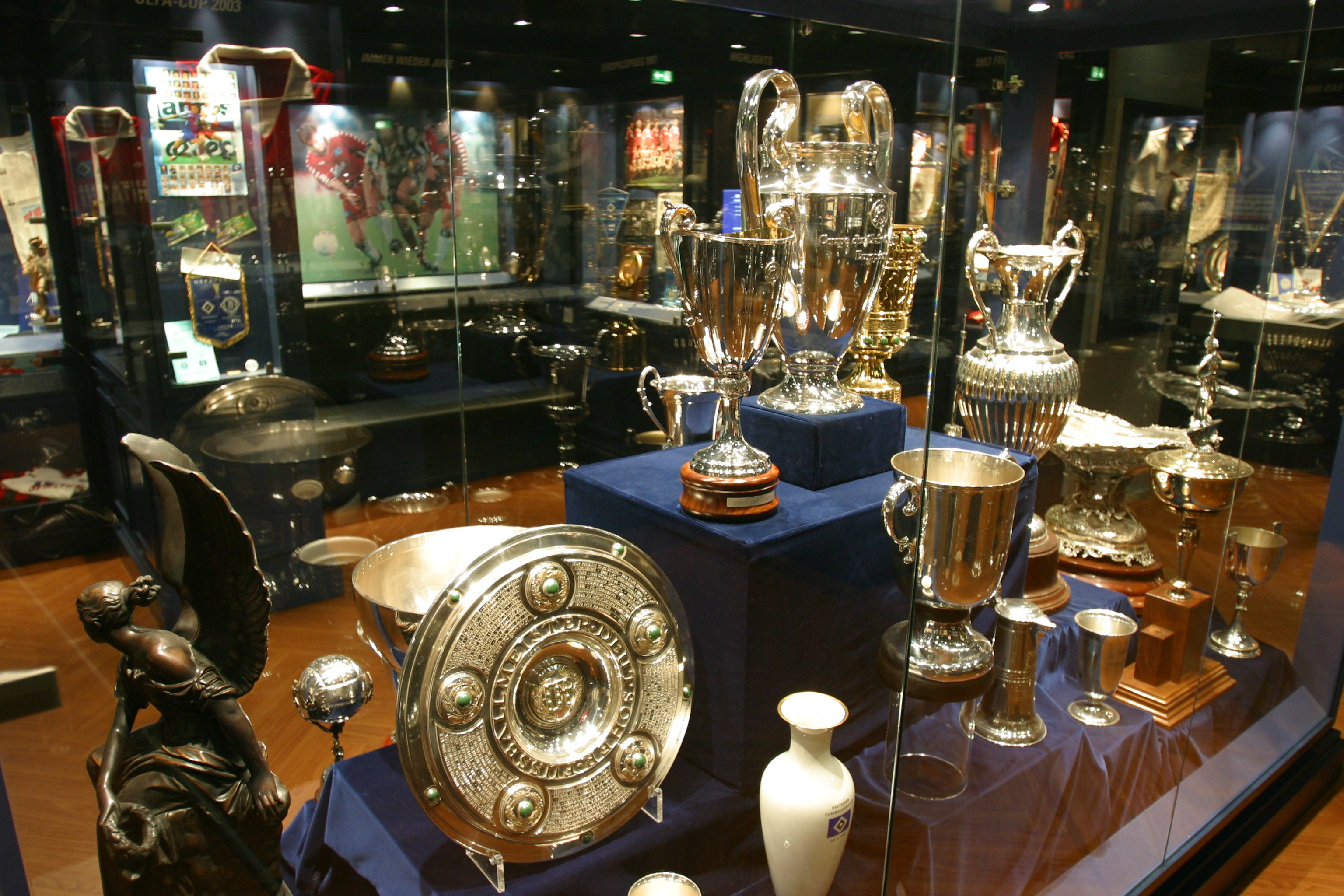
Vitrine in der Schatzkammer

#### Universalsportverein
Neben der Leichtathletik und dem Fußball gibt es im HSV 31 weitere Sportabteilungen. Die wichtigsten von damals und heute wie Eishockey, Volleyball und Handball werden in Bild und Text sowie durch verschiedene Exponate vorgestellt.

#### Von der Gründung zur Bundesliga
Auch vor der Gründung der Bundesliga gab es Triumphe zu feiern. Die goldenen 20er-Jahre mit dem Endspiel 1922 und den Meisterschaften 1923 und 1928, den ersten Auftritten von Uwe Seeler oder Horst Stürmer und der Meisterschaft 1960 mit einer fast nur aus Hamburgern bestehenden Mannschaft sind für den Besucher jeweils in eigenen Vitrinen zu besichtigen.

#### Zeit des Nationalsozialismus
Auch in der Zeit des Nationalsozialismus spielte der HSV Fußball. Es wird auf den Beginn der NS-Zeit von 1933 bis 1936 eingegangen. Dazu ist den jüdischen Mitgliedern des HSV ein eigener Bereich gewidmet und auch die Feldpostbriefe der Mitglieder an ihren Verein haben in den Vitrinen einen Platz gefunden.

#### Bundesligageschichte seit 1963
In der Bundesliga erlebte der HSV Ende der 1970er und Anfang der 1980er seine erfolgreichste Phase der Vereinsgeschichte. Jedem Triumph in der Bundesliga oder international ist eine eigene Vitrine mit Informationen, Anekdoten und Ausstellungsstücken gewidmet. Den Höhepunkt der Ausstellung bietet die Pokalvitrine.

## Stadionführungen
Die Stadionführungen durch das Volksparkstadion werden ebenfalls vom HSV-Museum angeboten. In ca. 75 Minuten wird dem Besucher das Stadion auf eine Art gezeigt, wie es sonst nur die Spieler sehen. Neben der Pressetribüne und den VIP-Räumen „erlebt“ man auch die Mixed Zone, die Auswärtskabine und zum Abschluss geht es dicht heran an den Rasen und zu den Trainerbänken.